# Fanny von Arnstein
La baronne Franziska Fanny von Arnstein, née Vögele Itzig, est une salonnière, née à Berlin le 29 septembre 1758 et morte le 8 juin 1818.

## Biographie
Membre de la famille Itzig et fille de Daniel Itzig, elle épouse le banquier Nathan Adam von Arnstein, associé de Arnstein and Eskeles, dont la sœur Caecilie épousa Bernhard von Eskeles.
Ils apportent les influences sociales de Berlin à Vienne, notamment le concept du salon intellectuel. Fanny von Arnstein introduit également, en 1814, une nouvelle coutume de Berlin, jusque-là inconnue à Vienne, l'arbre de Noël.
Elle cofonde la Société philharmonique de Vienne. Elle participe également à des œuvres de bienfaisance.
Lors du congrès de Vienne, le salon Arnstein (au Palais Arnstein (en)) est fréquenté par des célébrités comme Wellington, Talleyrand, Hardenberg, Rahel Varnhagen et son mari, les Schlegel, Justinus Kerner, Caroline von Pichler, et Zacharias Werner. 
Sa fille unique, Henriette, baronne Pereira-Arnstein (de), est également une musicienne de talent et correspondante régulière de sa cousine, Lea Salomon, épouse d'Abraham Mendelssohn et mère de Felix et Fanny Mendelssohn (qui est nommée d'après Fanny Arnstein).